# Трофименко, Кирилл Владимирович
Кири́лл Влади́мирович Трофиме́нко (19 декабря 1996, Тимашёвск, Россия) — российский футболист, полузащитник.

## Биография
Родился в Тимашёвске, Краснодарский край. Отец Владимир Трофименко — футболист, выступал в первенстве России за «Шахтёр» Шахты (1992), «Кубань» Краснодар (1994), «Кубань» Славянск-на-Кубани (1995). В пять лет с семьёй переехал в Москву, год занимался в академии «Спартака». Поступил в академию начальной футбольной подготовки «Мегасфера», где занимался семь лет. В 2014 году играл в ЛФЛ, зона «Москва» за «Крылья Советов».
Мать Трофименко — работник музыкального канала. В 2014 акционеры канала устроили Кириллу Трофименко просмотр в гибралтарском клубе «Линкс». Он сначала играл за дубль, вскоре стал игроком первой команды, но получал мало игрового времени. На футболке носил фамилию Trosinenko. В августе 2015 года перешёл в клуб «Европа». В сезоне-2015/16 провёл 20 матчей, забил два гола; вместе с клубом занял второе место в чемпионате Гибралтара. В первой половине сезона 2016/17 сыграл два матча, забил один гол.